# スルドタイ
スルドタイ（モンゴル語: Suldutai、中国語: 宋都䚟、? - 1276年）は、フーシン部出身の将軍で、13世紀半ばにモンゴル帝国の華北方面タンマチ（辺境鎮戍軍）副司令官を務めた人物。南宋国への侵攻において、江西方面に出兵した軍団の長を務めたことで知られる。
『元史』などの漢文史料では宋都䚟(sòngdōudǎi)と記される。

## 概要
スルドタイは「四駿」と讃えられた建国の功臣ボロクルの一族で、ヒタイ（華北）方面タンマチの指揮官タガチャルの孫として生まれた。スルドタイの父のベルグテイが1258年（戊午）に南宋との戦いの中で陣没すると、当初その長男でスルドタイの兄であるミリチャルがその後を継いだ。ミリチャルもまた襄陽・樊城の戦いで陣没すると、至元7年（1270年）に「蒙古軍万戸」に任命されたのが弟のスルドタイであった。
至元8年（1271年）にはスルドタイもまた襄陽・樊城の戦いに加わり、南宋の荊湖北路一帯（鄂州・岳州・漢陽軍・江陵府・帰州・峡州）の戦闘で功績を挙げた。襄陽城の陥落により、南宋領への全面侵攻が可能となると、スルドタイは江南西路への侵攻を担当することとなった。至元12年（1275年）7月にスルドタイを長とし、漢軍万戸武秀・張栄実・左副都元帥李恒・兵部尚書呂師夔らを配下とする軍団（行都元帥府）が編成され、スルドタイは隆興出征都元帥の称号を授けられた。
スルドタイは李恒らとともに江南西路各地で勝利を重ね、11城を攻略して江南西路一帯を平定した。さらに嶺南・広東への侵攻をも計画していたが、崖山の戦いで南宋が完全に滅んだ後、論功行賞に至る前の至元13年（1276年）に亡くなってしまった。

## フーシン部タガチャル家
- ボロクル・ノヤン（Boroqul noyan ＞博爾忽/bóĕrhū, بورقول نويان/būrqūl nūyān）
  - 行省兵馬都元帥タガチャル（Taγačar ＞塔察児/tǎcháér）
    - 行省兵馬都元帥ベルグテイ（Belgütei ＞別里虎䚟/biélǐhŭdǎi）
      - 蒙古軍万戸ミリチャル（Miričar ＞密里察児/mìlǐcháér）
        - 江西道都元帥アルクイ（Alqui ＞阿魯灰/ālŭhuī）
          - イキレテイ（Ikiretei ＞亦乞列歹/yìqǐlièdǎi）

        - 蒙古軍万戸ベルケ・ブカ（Berke buqa ＞別里閣不花/biélǐgé bùhuā）
          - 服都万戸シリベキ（Siri begi ＞昔里別吉/xīlǐbiéjí）
            - 万戸カサル（Qasar ＞合撒児/hésāér）

      - 蒙古軍万戸スルドタイ（Suldutai ＞宋都䚟/sòngdōudǎi）